# 名渡山愛擴
名渡山 愛擴（などやま あいこう、1932年1月2日 - 2011年6月6日）は、日本の画家、染織家。沖縄県那覇市出身。
父は画家の名渡山愛順。洋画家として沖縄の風景画を得意としたほか、沖縄の伝統的染織紅型を復興しようと名渡山工芸館を立ち上げている。光風会会員であり、新生美術協会会長も務めた。
2011年6月6日、肝臓がんにより那覇市内の病院で79歳で死去。

## 文献
「画家と紅型　第2次世界大戦後の名渡山愛順・末吉安久・森田永吉・名渡山愛擴」　(児玉絵里子著 『琉球紅型』 pp.127-pp.166 / ADP /2012年)